# Luís Seoane
Luís Seoane López (Buenos Aires, Argentina, 1910 - La Corunya, Espanya, 5 d'abril de 1979) va ser un dibuixant, pintor, gravador i escriptor argentí d'origen gallec.

## Biografia
Va néixer a Buenos Aires, fill d'emigrants gallecs, si bé quan és un nen torna a Galícia. Va fer el batxillerat a La Corunya i Dret a Santiago de Compostel·la, on va realitzar la seva primera exposició el 1929. Allí va participar en l'activitat política i cultural estudiantil. Va exercir d'advocat laboralista a La Corunya i va ser membre del Partit Galleguista. Es vincula a grups polítics nacionals i republicans. Obté la llicenciatura el 1932 i comença a fer cartells i a il·lustrar llibres, un d'ells del poeta Álvaro Cunqueiro. Comença a pintar, influït per Paul Klee.
Exercint la carrera d'advocat, en el primer despatx col·lectiu que existeix a Galícia, defensa causes obreres que ho signifiquen enfront de la dreta revolucionària que iniciarà la contesa civil al juliol de 1936, a la fi de l'any de la qual s'exilia a Buenos Aires. En aquesta ciutat es troba amb nombrosos artistes gallecs de renom, com Maruja Mallo, Manuel Colmeiro Guimarás, Federico Ribas. Dibuixa i col·labora en diaris. El 1938 inicia la seva col·laboració amb l'Editorial Losada, fundada per un gallec, que serà la receptora de la literatura europea que a l'Espanya de postguerra està proscrita. Des de 1939 i durant vint anys dirigeix la revista Galícia del Centre Gallec de Buenos Aires. Edita a autors gallecs i funda revistes literàries, amb Arturo Cuadrado i Lorenzo Varela. Publica llibres de dibuixos i gravats. Un dels seus llibres, Homenaje a la Torre de Hércules, és seleccionat a Nova York, el 1945, com un dels deu millors publicats en l'última dècada en el món. Va ser el principal promotor de moltes empreses culturals, de l'emigració i de l'interior (revistes, editorials, complex de Sargadelos, etc.).
La seva obra com artista gràfic va ser importantíssima: dibuixant, grabvador, dissenyador de llibres i d'objectes ceràmics, cartellista, pintor... És un dels més grans plàstics gallecs de tots els temps, i sens dubte el més complet i conegut. El 1948 exposa a Caracas i en els anys següents, amb regularitat, a Buenos Aires i altres ciutats de Sud-amèrica. L'any següent viatja a París i a Londres, on exposa amb èxit. El 1952 publica Fardel de exiliado, llibre de poemes de veritable importància, al que seguiran altres, il·lustrats per ell amb gravats a l'acer, com Na brétema, Sant-Iago, Semellando recordos As cicatrices (1959) i A maior abondamento (1972). En 1977 va sortir un volum amb la seva obra poètica integral. Apareix a Galícia el primer llibre sobre la seva pintura, escrit pel seu amic Domingo García Sabell. El 1955 realitza un enorme mural en el Teatre San Martín de Buenos Aires. El 1956 exposa per primera vegada a Nova York. Dos anys després obté medalla de plata en l'Exposició Universal de Brussel·les i la medalla del Senat de la Nació Argentina.
Viatja a Itàlia el 1960, per a estudiar l'obra del pintor vigués Serafín Avendaño. El 1962 rep el premi Palanza, el més important de l'Argentina. Una exposició de més d'un centenar d'obres és mostrada a Madrid el 1963, en la Direcció general de Belles Arts. El 1965 apareix un nou llibre de Domingo García Sabell sobre la seva obra, en aquesta ocasió sobre els seus gravats. Un any després s'edita una monografia de la seva obra a Buenos Aires, amb textos de Mujica Láinez i Lorenzo Varela, entre d'altres. Prossegueixen les seves exposicions, una d'elles retrospectiva, a Buenos Aires, el 1968, any que funda, amb Isaac Díaz Pardo, el Laboratori de Formes de Galícia, base de la renovació de Sargadelos i del Museu Carlos Maside de Sada, La Corunya. Els seus llibres sobre art, literatura, poesia, es multipliquen. En Galícia la seva presència és constant en tota activitat cultural. En les últimes dècades de la seva vida, va alternar la residència en Amèrica amb viatges a Galícia. Se li va dedicar el Dia de les Lletres Gallegues el 1994.

## Obra en gallec
Poesia
- Fardel d'eisilado (Buenos Aires, Ediciós Anxel Casal, 1952)
- Na brétema, Sant-Yago (Buenos Aires, Ediciones Botella al Mar, 1956)
- As cicatrices (Buenos Aires, Editorial Citania, 1959)

Narració
- Tres follas de ruda e un allo verde (Inédit). publicat en castellà: Tres hojas de ruda y un ajo verde (Buenos Aires, Ediciones Botella al Mar, 1948)

Teatre
- A soldadeira (inédita). Publicada en traducció castellana: La soldadera (Buenos Aires, Editorial Ariadna, 1957)

Assaig
- Eiroa (Vigo, Galaxia, 1957)
- Castelao artista (Buenos Aires, Alborada, 1969)

Gravats i dibuixos amb textos literaris
- Homaxe a un paxaro (A Coruña, Ediciós do Castro, 1969)
- Retratos de esguello (A Coruña, Ediciós do Castro, 1968)
- O meco (A Coruña, Ediciós do Castro, 1963)
- O conde asesino de Sobrado (A Coruña - Buenos Aires, Ediciós Cuco-Rei, 1971)

## Obra plàstica
L'obra plàstica de Luis Seoane està representada en els museus de Belles Arts i Eduardo Sívori de Buenos Aires, així com amb el d'Art Modern de la mateixa ciutat; en el Metropolitan de Nova York i d'Art Modern; en els de Detroit i Philadelphia; Caracas; de Belles Arts i Municipal de Montevideo; Còrdova; Israel; Sada, La Corunya; Vigo; Pontevedra i Santiago; Fundació CIEC, a Betanzos; Ugo de Carpi, a Itàlia; Biblioteca del Congrés, a Washington; Santiago de Xile i Mar del Plata, així com en nombroses institucions i importants col·leccions particulars. Seoane és un expressionista, amb forta influència de Picasso. Les seves figures simplificades estan fetes en colors plans. En alguns moments recorda a Grommaire. Com gravador, encara que va conrear diferents tècniques, destaca en la planxa d'acer. La seva pintura és síntesi dels «ismes» europeus d'entreguerres i de l'expressió americana d'origen autòcton precolombí.

## Obres de l'autor
- Obres de l'autor a la Colección Afundación